# Колосов, Александр Николаевич
Александр Николаевич Колосов (29 сентября 1851 — после 1918) — русский военный деятель, инженер-генерал (1915).

## Биография
Родился в 1851 году. Образование: Константиновский межевой институт, Александровское военное училище, Николаевская инженерная академия (1876; по 1-му разряду). В перерыве между обучением в училище и в академии служил офицером в Лейб-гвардии Царскосельском стрелковом батальоне. 
После окончания академии служил в инженерных войсках Московского военного округа. Капитан (1878). Полковник (1892), начальник 2-й Московской инженерной дистанции (1894—1903). 
Генерал-майор (1903), начальник инженеров Севастопольской крепости (1903—1908).  Помощник начальника инженеров Киевского военного округа (1908—1912). Генерал-лейтенант (1912), работал в штабе Киевского военного округа начальником одного из управлений.
В 1915 году вышел в отставку с производством в инженер-генералы.
Имел награды вплоть до ордена Святого Владимира 2-й степени (1915).
Во время Гражданской войны выехал на юг России, служил в Белой армии (в резерве чинов при главнокомандующем ВСЮР генерале А. И. Деникине ?).
Дальнейшая судьба неизвестна.

## Старшие награды
- Орден Святой Анны 2 степени (1889)
- Орден Святого Владимира 3 степени (1898)
- Орден Святого Станислава 1 степени (1906)
- Орден Святой Анны 1 степени (1911)
- Орден Святого Владимира 2 степени (1915)